# Gonzalo de la Fuente
Gonzalo de la Fuente de la Iglesia (21 de marzo de 1984, Burgos, Castilla y León) es un futbolista español. Juega de defensa y actualmente se encuentra en el CD Mosconia de la Tercera Federación.

## Carrera deportiva
Procedente del  Peña Antonio José donde militó hasta los juveniles, en 2004, es fichado por el Burgos CF, donde militó por 4 temporadas y jugó un total de 53 partidos.
Con el descenso a Tercera abandona el club burgalés para recalar en las filas del Real Oviedo, en el que jugó durante 3 temporadas, la primera en Tercera y las otras dos en la Segunda División B. Disputó 43 partidos y anotando 1 gol.
Luego de su paso por el Oviedo, regresa al Burgos CF en 2011, disputando 24 partidos.
En 2012, ficha por el Caudal Deportivo, disputando 39 partidos y anotando 1 gol.
Firmó por una temporada con otra opcional con el Real Avilés Industrial en la 2013-14. Jugó en el club 30 partidos, todos ellos de saliendo de titular.
Tras no renovar su contrato con el Avilés, llegó al Albacete Balompié el 20 de agosto de 2014 por el cual firmó por una temporada y otra opcional. Su debut fue el 30 de agosto de 2014, en la segunda fecha de la Liga Adelante 2014/15.  ha jugado un total de 51 partidos (48 de liga y 3 de Copa del Rey), y llegó a anotar 1 gol (frente al Barcelona B, en un partido que terminó 2-1 a favor del conjunto del Queso mecánico.
El 23 de julio de 2016 fichó por la Sociedad Deportiva Ponferradina,  recién descendido a Segunda División B de España, por dos temporadas.
El día 14 de julio de 2017 firmó un contrato de un año con el Racing de Santander de la Segunda B.
En la temporada 2018-19 fichó por la Unión Deportiva Ibiza de la Tercera División por dos temporadas. En marzo de 2020 firmó por otra más.
A pesar de haber renovado con la U.D. Ibiza meses antes, en verano de 2020 fichó por la Unión Popular de Langreo. A inicios de la temporada 2022-23 renovó con la U.P. Langreo por una temporada. Tras el final de temporada volvió a renovar por otra más.
Tras 4 temporadas en el Langreo desestimó una oferta de renovación para fichar por el CD Mosconia de la Tercera Federación en la temporada 2024-25.

## Clubes[15]
| Club                | Categoría          | País   | Año       | Partidos | Goles |
| ------------------- | ------------------ | ------ | --------- | -------- | ----- |
| Burgos C.F.         | Segunda División B | España | 2004-2005 | 53       | 0     |
| Burgos C.F.         | Segunda División B | España | 2005-2006 | 53       | 0     |
| Burgos C.F.         | Segunda División B | España | 2006-2007 | 53       | 0     |
| Burgos C.F.         | Segunda División B | España | 2007-2008 | 53       | 0     |
| Real Oviedo         | Tercera División   | España | 2008-2009 | 45       | 1     |
| Real Oviedo         | Segunda División B | España | 2009-2010 | 45       | 1     |
| Real Oviedo         | Segunda División B | España | 2010-2011 | 45       | 1     |
| Burgos C.F.         | Segunda División B | España | 2011-2012 | 24       | 0     |
| Caudal Deportivo    | Segunda División B | España | 2012-2013 | 39       | 1     |
| Real Avilés         | Segunda División B | España | 2013-2014 | 34       | 1     |
| Albacete Balompié   | Segunda División   | España | 2014-2015 | 54       | 1     |
| Albacete Balompié   | Segunda División   | España | 2015-2016 | 54       | 1     |
| S.D. Ponferradina   | Segunda División B | España | 2016-2017 | 31       | 1     |
| Racing de Santander | Segunda División B | España | 2017-2018 | 24       | 0     |
| UD Ibiza            | Segunda División B | España | 2018-2019 | 35       | 1     |
| UD Ibiza            | Segunda División B | España | 2019-2020 | 19       | 0     |
| UP Langreo          | Segunda División B | España | 2020-2021 | 23       | 0     |
| UP Langreo          | Segunda Federación | España | 2021-2022 | 26       | 0     |
| UP Langreo          | Segunda Federación | España | 2022-2023 | 34       | 1     |
| UP Langreo          | Segunda Federación | España | 2023-2024 | 32       | 1     |
| C.D. Mosconia       | Tercera Federación | España | 2024-2025 | 0        | 0     |